# Clephydroneura involuta
Clephydroneura involuta är en tvåvingeart som beskrevs av Scarbrough 2004. Clephydroneura involuta ingår i släktet Clephydroneura och familjen rovflugor.
Artens utbredningsområde är Thailand. Inga underarter finns listade i Catalogue of Life.